# Kristi Harrower
Kristi Harrower, née le 4 mars 1975 à Bendigo en Australie, est une joueuse de basket-ball australienne évoluant au poste de meneuse. Elle mesure 1,63 m et est la meneuse de l’équipe nationale d’Australie.
Après avoir passé la majeure partie de sa carrière en France, Harrower décide de partir en Russie avec Laurent Buffard à l’UMMC Ekaterinbourg.

## Club
- 1997-1999 :  Adelaide Lightning
- 1999-2000 :  Melbourne Boomers
- 2000-2001 :  GoldZack Wuppertal
- 2002-2005 :  Aix-en-Provence
- 2005-2007 :  US Valenciennes
- 2007-2008 :  UMMC Ekaterinbourg
- 2008- :  Bendigo Spirit

### Ligues d’été
- 1998, 1999 : Mercury de Phoenix - WNBA (États-Unis)
- 2001, 2002, 2003, 2005 : Lynx du Minnesota - WNBA (États-Unis)
- 2009 : Sparks de Los Angeles - WNBA (États-Unis)

## Palmarès

### Club
- 2002-2003 : Vainqueur de l’EuroCup avec Aix-en-Provence
- Championne de France : 2007
- Championne d'Australie 2013[2].

### Sélection nationale
- Jeux olympiques d'été
  -  Médaille d'argent des Jeux olympiques de 2000 à Sydney,  Australie
  -  Médaille d'argent des Jeux olympiques de 2004 à Athènes,  Grèce
  -  Médaille d'argent des Jeux olympiques de 2008 à Pékin,  Chine
  -  Médaille de bronze des Jeux olympiques de 2012 à Londres,  Royaume-Uni[3]
- Championnat du monde de basket-ball féminin
  -  Médaille d'or du Championnat du monde 2006 au Brésil
  -  Médaille de bronze du Championnat du monde 2002 en Chine

### Distinction personnelle
- 2003-2004 : Meilleure passeuse de l’Euroligue (5,9 pds / match)